# Гиппоник (друг Солона)
Гиппоник (др.-греч. Ἱππόνικος) — афинский аристократ VII — VI веков до н. э.
Принадлежал к роду Кериков, первый известный представитель так называемой семьи «Каллиев», или «Каллиев-Гиппоников». В просопографической и генеалогической литературе для удобства обычно именуется Гиппоником I.
По преданию, был одним из ближайших друзей Солона. Когда афинский реформатор задумал произвести отмену долгов, он сообщил трём своим особо доверенным соратникам, Гиппонику, Конону и Клинию, что заложенные земельные владения при этом трогать не будет. 
Друзья Солона оказались достаточно ловкими и беспринципными дельцами, и воспользовались «инсайдерской информацией» для собственного обогащения: заняв крупные суммы у различных лиц, они приобрели много земли, а взятые кредиты после принятия закона об отмене долгов (сисахфии) отдавать отказались. За это их, якобы, прозвали хреокопидами (χρεωχοπίδαι) — «неплательщиками долгов», а на Солона легло подозрение в соучастии в этой махинации.
Современные историки относятся к этой легенде с сомнением, не исключено, что рассказ о неправедном происхождении богатства дома Кериков появился в эпоху разорения Каллия Богатого, так же как и сходные истории о Гиппонике Аммоне и Каллии II. 
По словам Аристотеля, существовали две версии этой истории — «олигархическая» и «демократическая». Олигархи утверждали, что Солон был соучастником аферы, демократы называли его жертвой обмана, так как вероломные друзья заняли и у него пять талантов. 

Вот из их-то среды и вышли, говорят, те люди, которые впоследствии слыли за «исконных богачей»— Аристотель. Афинская полития. 6, 2.